# Manuale di viaggio per motociclisti overland
Manuale di viaggio per motociclisti overland è una guida redatta al fine di aiutare un motociclista nella preparazione di un viaggio in moto intercontinentale.

## Trama
Roberto Parodi propone consigli su ogni dettaglio da prendere in esame prima di affrontare un viaggio in moto intercontinentale.
Nella seconda metà del manuale riassume alcuni episodi dei suoi viaggi passati.

## Edizioni
- Roberto Parodi, Manuale di viaggio per motociclisti overland = 2014, Milano, Mondadori Electa, ISBN 8891800392, 9788891800398.